# Ruisseau Riz de France
Pour les articles homonymes, voir Riz (homonymie) et Riez (homonymie).
Le Riez de France ou Riz de France est une rivière française et belge du département des Ardennes de la région Grand-Est, en ancienne région Champagne-Ardenne, ainsi que la province de Hainaut et un affluent gauche de l'Eau Noire, c'est-à-dire un sous-affluent de la Meuse par le Viroin. Le cours d'eau est situé dans le parc naturel régional des Ardennes.

## Géographie
De 3,2 kilomètres de longueur, le Riez de France prend sa source sur la commune de Signy-le-Petit à 327 mètres d'altitude.
Le Riez de France coule globalement du l'ouest vers l'est.
Le Riez de France conflue, en rive gauche de l'Eau Noire, entre les communes de Neuville-lez-Beaulieu, Chimay, à 296 mètres d'altitude.
Les cours d'eau voisins sont, dans le sens des aiguilles d'une montre, l'Eau Noire nord-est et à l'est, le Gland au sud-est, au sud, au sud-ouest, le ruisseau des Grosses Pierres à l'ouest, la Wartoise au nord-ouest et au nord. 

### En Belgique
Le Riez de France longe la frontière sud de la commune belge Chimay, près des hameaux de Rièzes et Nimelette.

### En France
Dans le seul département des Ardennes (08), le Riez de France traverse les deux communes suivantes, dans le sens amont vers aval, de Signy-le-petit (source), Neuville-lez-Beaulieu (confluence).
Soit en termes de cantons, le Riez de France traverse un seul canton, prend source et conflue dans le même canton de Rocroi  dans l'arrondissement de Charleville-Mézières.

### Bassin versant
Le Ruisseau Riz de France traverse une seulz zone hydrographique L'eau Noire (= Viroin) de sa source au ruisseau Riz de france (= frontière franc (B710) de 28 km2 de superficie. ce bassin versant est constitué à 77,27 % de « territoires agricoles », à 22,73 % de « forêts et milieux semi-naturels », à 2,41 % de « territoires artificialisés ». 

### Organisme gestionnaire
L'organisme gestionnaire est l'EPTB EPAMA Etablissement public d'Aménagement de la Meuse et de ses affluents et le Riez de France fait partie de la zone La Meuse du confluent de la Semoy à la frontière franco-belge.

## Affluents
Le Riez de France a deux tronçons affluents référencés par Géoportail  :
- l'Étang de la Tourbière (rd) 0,6 km, sur la seule commune de Neuville-lez-Beaulieu.
- l'Étang du Sous-Préfet (rd), 2,2 km sur les deux communes de Neuville-lez-Beaulieu (confluence) et Regniowez (source).

Le rang de Strahler est donc de deux.